# Tempuri
tempuri.org è il namespace URI predefinito di test utilizzato dai prodotti di sviluppo Microsoft, come Visual Studio. È disponibile per XML Web Service in fase di sviluppo, ma gli XML Web Service pubblicati dovrebbero utilizzare un namespace più permanente. Il termine è strettamente un segnaposto e tutte le sue istanze dovrebbero essere sostituite con un URI più significativo nei sistemi di produzione.
Il World Wide Web Consortium raccomanda che i namespace XML siano un Uniform Resource Identifier . "tempuri" è l'abbreviazione di Temporary Uniform Resource Identifier.
Un XML Web Service deve essere identificato da un namespace controllato dalla società. Ad esempio, il nome di dominio Internet di un'azienda potrebbe essere utilizzato come parte del namespace. Sebbene molti namespace di XML Web Service abbiano l'aspetto di URL, non è necessario che puntino a risorse effettive sul Web. (I namespace degli XML Web Service sono URI.)
Per gli XML Web Service creati utilizzando ASP. NET, il namespace predefinito può essere modificato utilizzando la proprietà Namespace dell'attributo WebService. L'attributo WebService è un attributo applicato alla classe che contiene i metodi del servizio Web XML.
Il dominio tempuri.org è di proprietà di Microsoft e reindirizza al loro motore di ricerca Bing.